# Симон Костнер
Симон Костнер (итал. Simon Kostner — Болцано, 30. новембар 1990) професионални је италијански хокејаш на леду који игра на позицији централног нападача. 
Професионалну каријеру започео је 2011. године у дресу финске екипе Јивескиле у финској лиги где је паралелно играо и у сениорском и у јуниорском саставу. Године 2015. прелази у редове италијанског прволигаша Ритена са којим је освојио две титуле првака Италије (у сезонама 2015/16. и 2016/17), те титулу победника Алпске лиге у сезони 2016/17.
Члан је сениорске репрезентације Италије за коју је дебитовао у пријатељској утакмици током 2012. године, док је први званичан наступ на међународним такмичењима забележио током 2016. у квалификацијама за ЗОИ 2018. године. 
Његова рођена сестра је италијанска клизачица у уметничком клизању Каролина Костнер.